# 나카무라 고세이
나카무라 고세이(일본어: 中村 幸聖 1981년 4월 5일 ~ )는 일본의 전 축구 선수이다.

## 구단 경력
과거 가시마 앤틀러스, 몬테디오 야마가타, 알비렉스 니가타에서 활동하였다.